# Mercedes-Benz CLK GTR

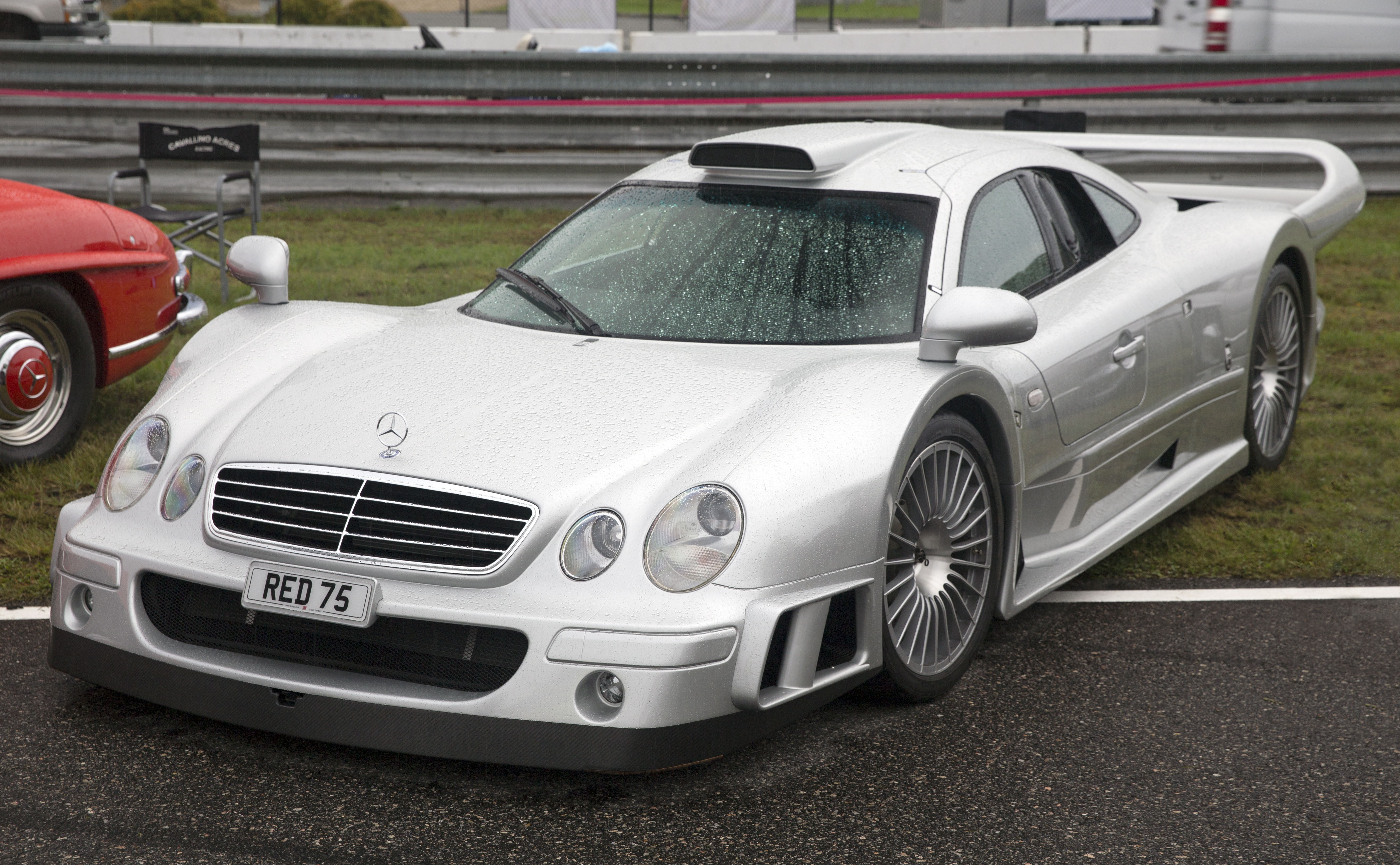
coupé voor
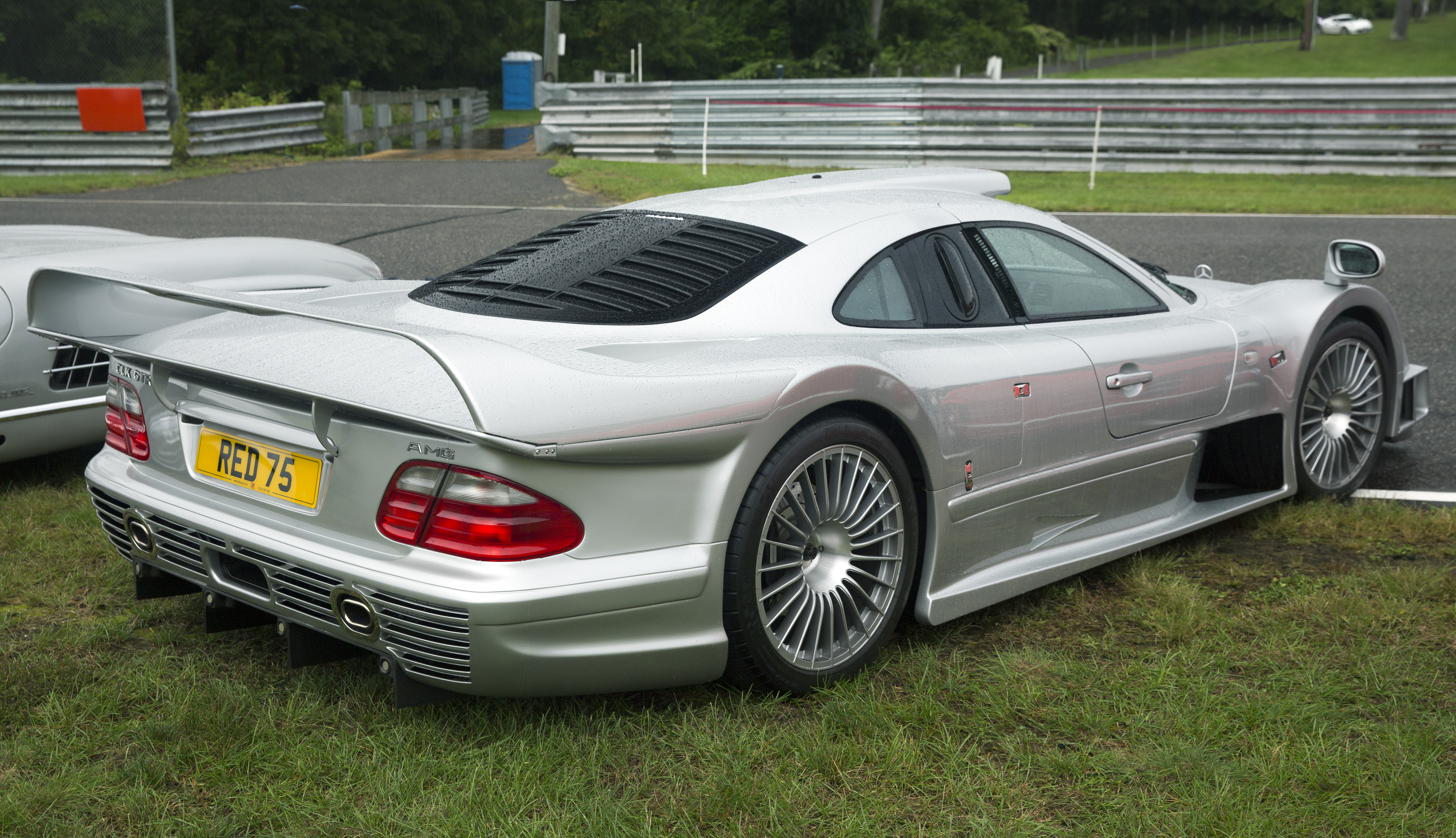
coupé achter

De Mercedes-Benz CLK GTR is een raceauto die door Mercedes-Benz in samenwerking met AMG werd ontworpen voor het nieuwe FIA GT1-kampioenschap in 1997.
Om te mogen deelnemen, moest Mercedes-Benz minstens 25 exemplaren bouwen voor de openbare weg. Deze moesten bovendien gebaseerd zijn op een gewoon automodel. Daarom baseerde Mercedes-Benz de racewagen op de CLK en werd er ook een Straßenversion of wegversie van afgeleid.
De link met de CLK was evenwel beperkt tot het radiatorrooster, de lichtblokken, de deurgrepen en dashboardknoppen. De auto kreeg een 6,9 liter V12 van 612 pk mee, gekoppeld aan een manuele zesversnellingsbak die met knoppen op het stuurwiel én een koppelingspedaal werd bediend. Er verscheen ook een Super Sport-variant, waarin de motor was vergroot tot 7,3 liter en 664 pk. Die motor werd later ook gebruikt door de Pagani Zonda.
Tussen eind 1998 en medio 1999 bouwde Mercedes-Benz 28 wegversies van de CLK GTR. Er werden twee prototypes, twintig coupés en zes roadsters gemaakt.
De racewagen zelf was een groot succes. In 1997 en 1998 domineerde hij de GT1-klasse. Daarna werd hij opgevolgd door de CLK LM.

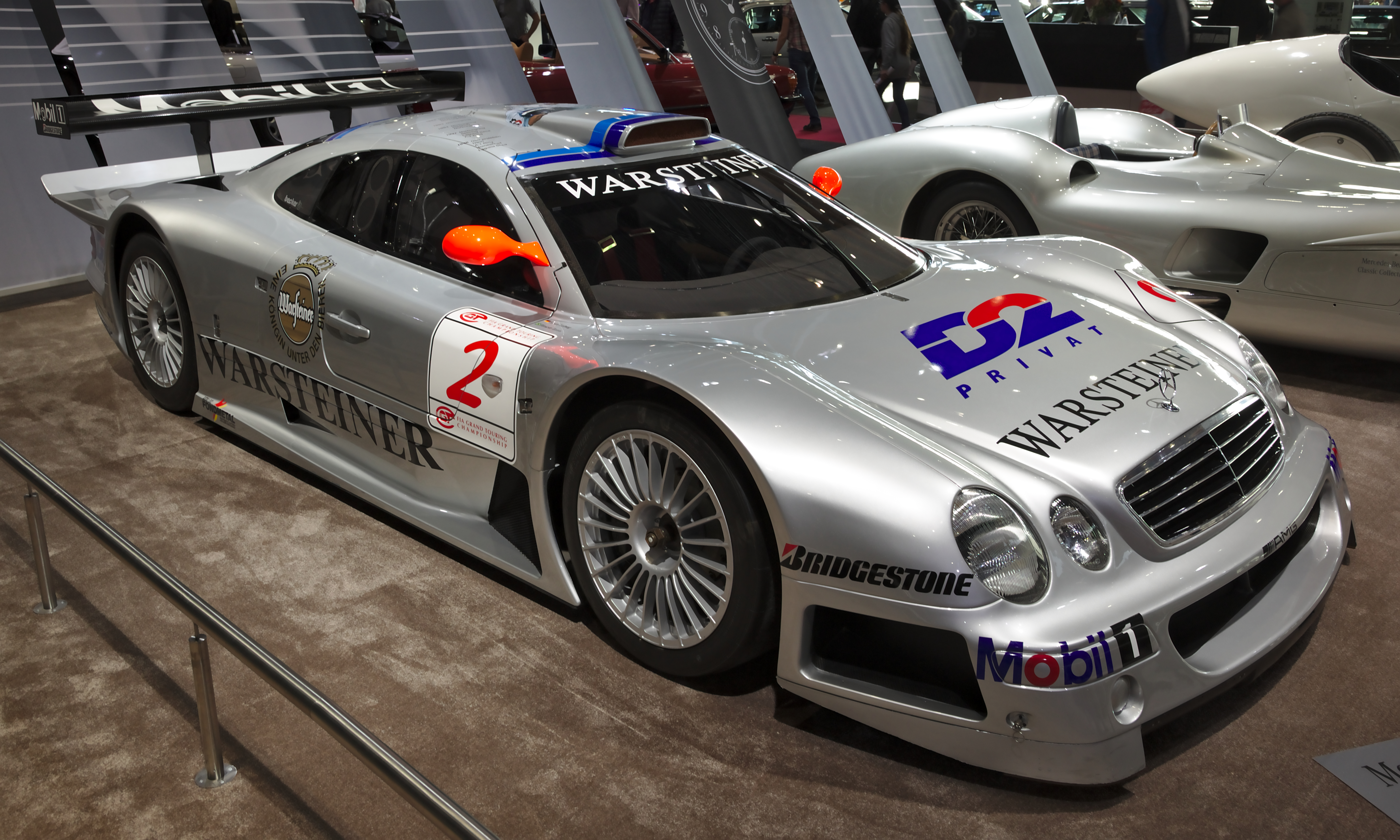
racewagen voor
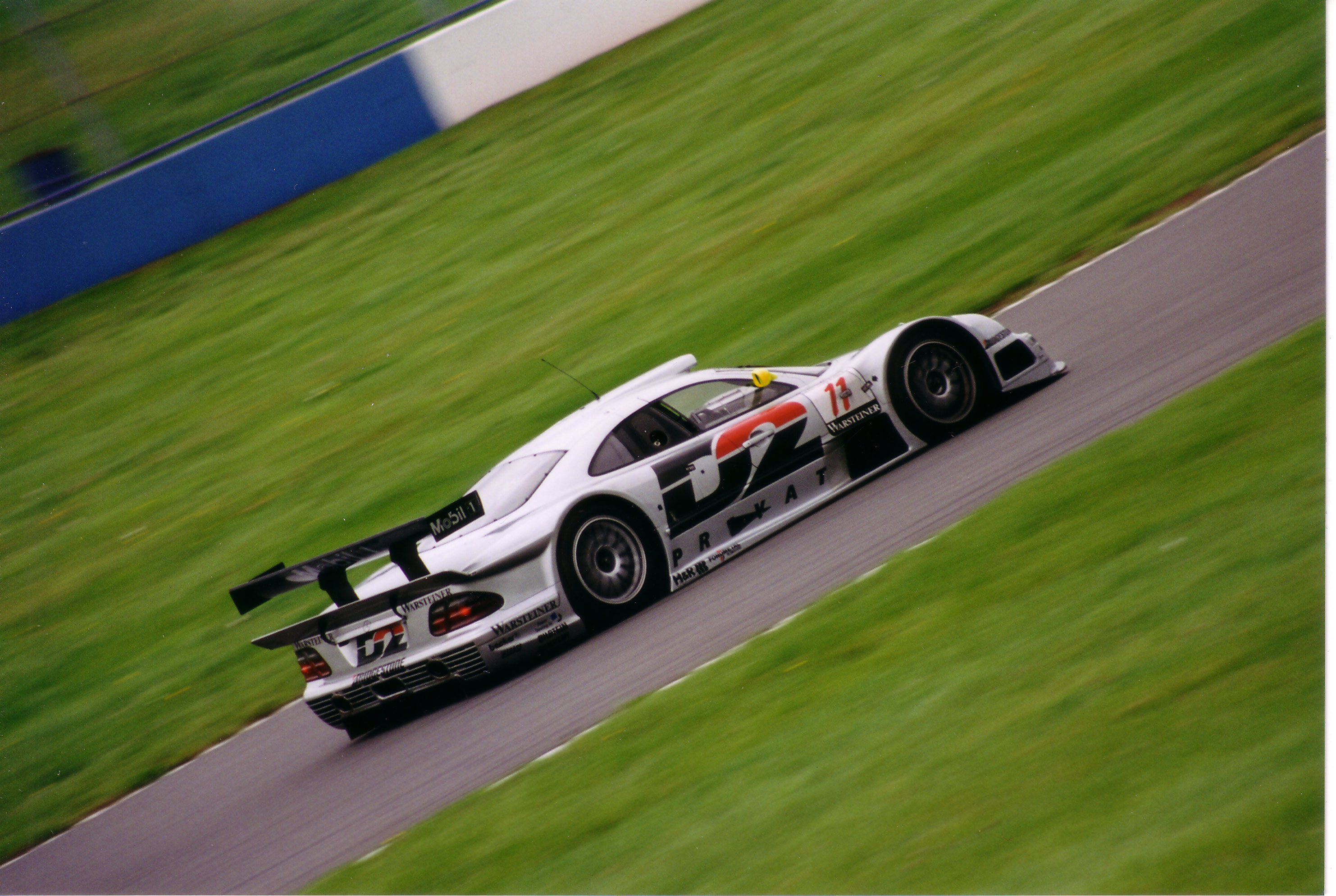
racewagen achter

- coupé voor
- coupé achter

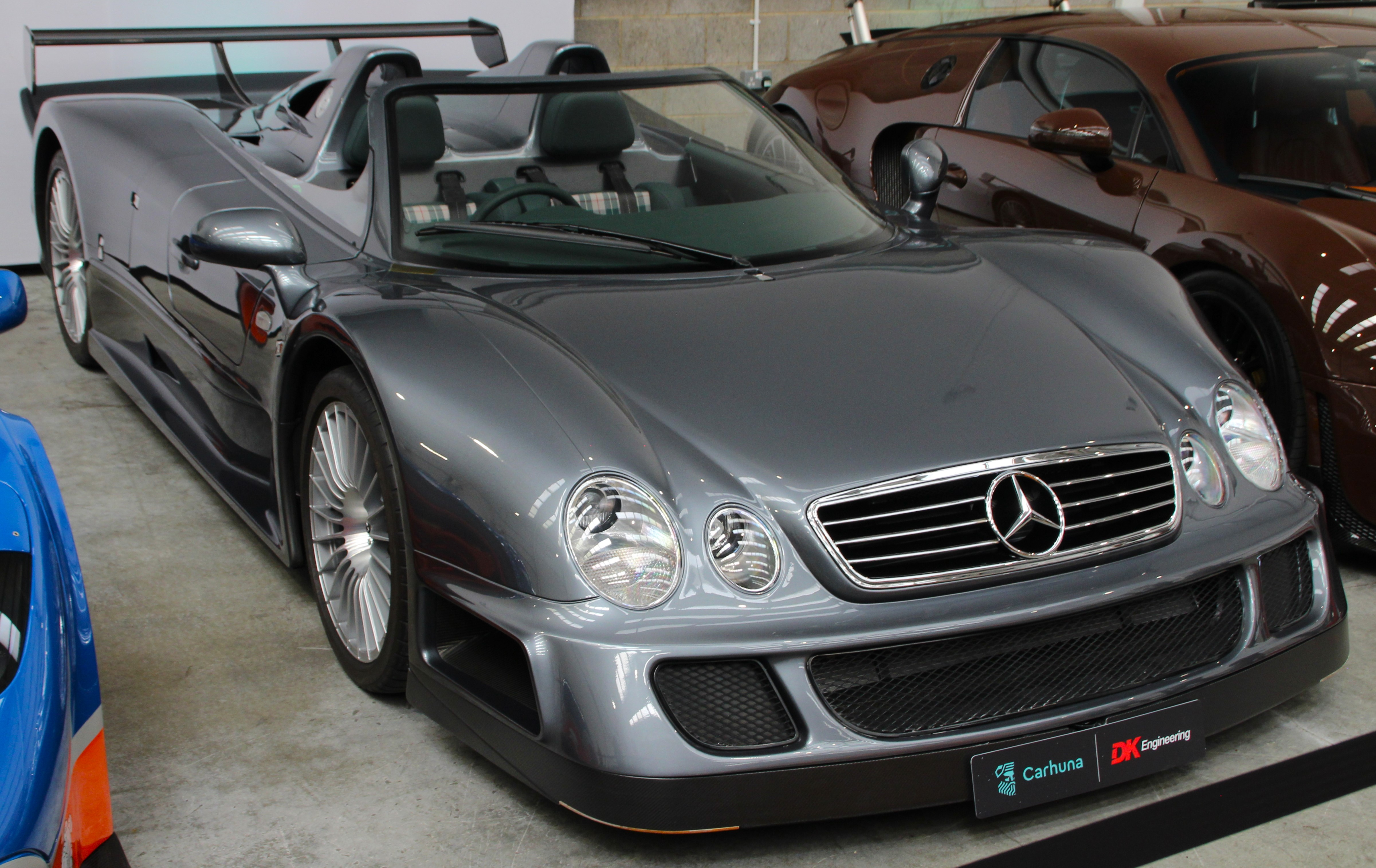
roadster voor
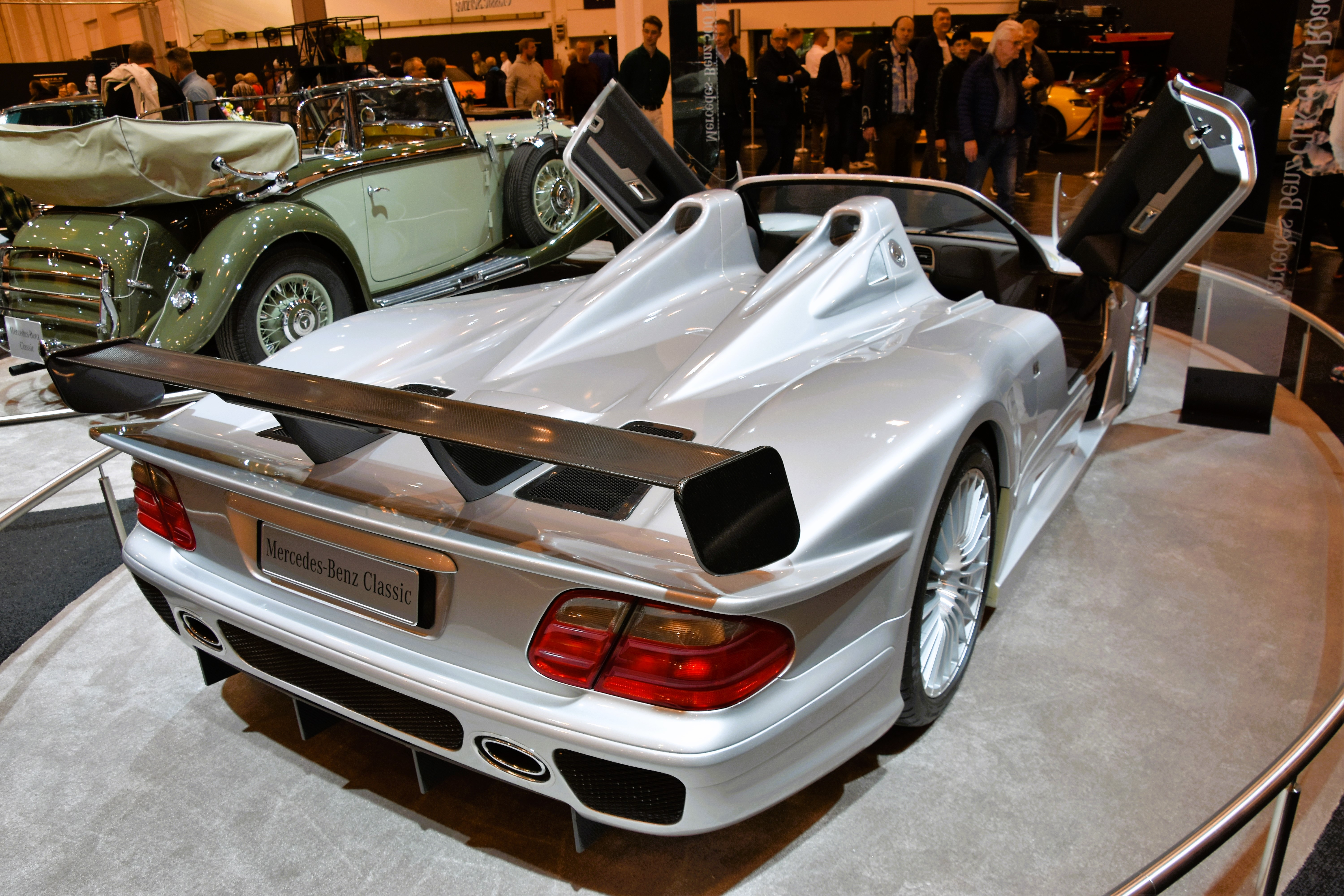
roadster achter